# Dango Ouattara
Dango Ouattara (* 11. února 2002 Ouagadougou) je profesionální fotbalista z Burkiny Faso, který hraje na pozici křídelníka za anglický klub AFC Bournemouth a za národní tým Burkiny Faso.

## Klubová kariéra

### Lorient
Ouattara je odchovancem klubu Majestic FC a v roce 2020 se přesunul do Evropy, kdy zamířil do B-týmu francouzského Lorientu. Svou první profesionální smlouvu s klubem podepsal 20. května 2021. Svůj debut si v dresu Lorientu odbyl v zápase Ligue 1 se Saint-Étienne (remíza 1:1) 8. srpna 2021.
Reprezentantovi Burkiny Faso se mimořádně vydařil vstup do podzimní části sezóny 2022/23 a měl nemalý podíl na tom, že bretaňský klub byl jedním z nejpříjemnějších překvapení Ligue 1. Ouattara v sezoně nastoupil do 18 ligových zápasů, v nichž zapsal šest gólů a stejný počet asistencí.

### AFC Bournemouth
Ouattara přestoupil v lednu 2023 z Lorientu do Bournemouthu, jenž zaplatil 20 milionů liber. Křídelník s nováčkem Premier League podepsal smlouvu na pět a půl roku. V klubu debutoval 21. ledna, kdy odehrál celé utkání proti Nottinghamu Forest a asistencí na branku Jaidona Anthonyho pomohl k zisku bodu za remízu 1:1.
Svůj první gól za Cherries vstřelil 15. dubna, když v 95. minutě rozhodl o výhře 3:2 na hřišti Tottenhamu Hotspur.

## Reprezentační kariéra
Ouattara debutoval v národním týmu Burkiny Faso 30. prosince 2021 v přátelském utkání s Mauritánií (remíza 0:0). Svůj první reprezentační gól vstřelil ve čtvrtfinále Afrického poháru národů 2021 proti Tunisku.